# Lucky Khambule
Lucky Khambule est un militant sud-africain et cofondateur du Mouvement des demandeurs d'asile en Irlande.

## Biographie

### Débuts
Khambule, né en Afrique du Sud, arrive en Irlande en 2013. Il demande l'asile en raison des violences politiques survenues au nord de Durban en 2012. 
Il est ensuite placé dans un centre d'accueil temporaire près de Cork,.
Khambule est l'un des principaux militants de la campagne visant à autoriser les demandeurs d'asile à travailler en Irlande. 
Après son arrivée en Irlande en 2013, Khambule séjourne dans un foyer d'accueil pendant quelques années.

### Militantisme
Il participe à l'organisation d'une grève des résidents d'un centre d'accueil direct à l'extérieur de Cork, protestant contre les règles restrictives en vigueur concernant les heures de repas et l'accès aux produits d'hygiène. Les grévistes prennent le contrôle du centre, bloquant le personnel durant dix jours. La grève prend fin après satisfaction de certaines des revendications des résidents. En 2014, Khambule cofonde le Mouvement des demandeurs d'asile en Irlande militant pour des droits renforcés pour les demandeurs d'asile et appelant à la fin de l'accueil direct,.
En 2017, la Cour suprême juge inconstitutionnelle l'interdiction absolue de travailler pour les demandeurs d'asile.
Il met en exergue certaines difficultés auxquelles sont confrontés les pensionnaires des centres notamment  le manque d'accès à l'enseignement supérieur pour les enfants placés en centre d'accueil direct, et l'impact de l'incapacité des résidents à cuisiner leur propre nourriture dans les centres. 
Il souligne également  des implications sur la santé mentale d'une résidence de longue durée dans des centres d'accueil direct, et des conséquences de la surpopulation accrue dans les centres.
Au cours de la pandémie de COVID-19, Khambule accentue le problème des enfants placés en institution ayant moins accès aux ressources éducatives que leurs pairs et souffrant d'un confinement plus strict.
Il est l'un de ceux ayant dénoncé les problèmes de distanciation sociale et d'auto-isolement pour ceux qui vivent en institution pendant la pandémie, et du niveau élevé de cas confirmés parmi les résidents,.
Le 6 juin 2020, Khambule prend la parole à la manifestation Black Lives Matter à Dublin,,.
Il expose les difficultés auxquelles sont confrontés les demandeurs d'asile, les Noirs et les personnes de couleur en quête d'emploi et d'opportunités en raison du racisme en Irlande.